# Cumbre de Abeque
Abeque es una cumbre caracterizada por sus campos de volcanes recientes situado entre las laderas del Teide y el Macizo de Teno, en la isla canaria de Tenerife (España). Se trata de una formación en tejado, carente de tramos en arista, con volcanes de la serie III y IV. 
La erupción del Chinyero (1909), la más reciente de la isla de Tenerife, tuvo lugar en esta cumbre, así como la de 1706 (la que destruyó el puerto de Garachico). Destacan las Montañas del Mojón de los Tres Términos  (punto de referencia de los límites entre Icod, Garachico y Santiago del Teide) situada al pie de las laderas del Teide, a 2100 metros de altitud; el Volcán de La Botija, Montaña de Abeque, Montaña del Estrecho, Montaña del Baso, Piedra Alta. Otras montañas menores son la de Liferche, Montaña del Viento, Bencheque, Los Tomillos, Banco, Topo, etc. La vegetación predominante es el pino canario, así como los codesos y leguminosas de alta altura. Abeque es un topónimo amazig.